# ジョージ・スティビッツ
ジョージ・ロバート・スティビッツ（英: George Robert Stibitz、1904年4月20日 - 1995年1月31日）は、「デジタルコンピュータの父」とも呼ばれるコンピュータ研究開発のパイオニアの1人。ベル研究所に勤務し、電気機械式リレーをスイッチ素子として使ったブール論理デジタル回路の開発を1930年代から1940年代にかけて行った。

## 経歴
ペンシルベニア州ヨーク生まれ。オハイオ州グランビルにあるデニソン大学を卒業後、1927年にユニオンカレッジ大学（en:Union College）で修士号、1930年にコーネル大学で数理物理学の博士号を取得した。
1937年11月、当時ベル研究所に勤務していたジョージ・スティビッツは "Model K" と名づけたリレー式加算器を完成させた（名称の由来は土台に使ったキッチンテーブルの頭文字）。Model K は、1桁の2進数同士を加算することができた。これを受けて、ベル研究所はスティビッツをリーダーとする研究プログラムを1938年末に開始した。
（現在、"Model K" の複製は、スミソニアン博物館とデニソン大学にある。）
1940年1月8日にはComplex Number Calculatorという複素数の四則演算が可能な装置を完成させた。そして1940年9月11日に、ダートマス大学でのアメリカ数学会の会議の場でデモンストレーションを行い、スティビッツはニューヨークに設置してあるComplex Number Calculator に電信回線を通してテレタイプで接続し、コマンドを打ち込み操作した。これは回線経由で遠隔で計算機を使った世界初の事例である。
スティビッツは38件の特許を取得しただけでなく、ベル研究所に利益をもたらした。
1964年、ダートマス大学に移ってコンピューティングと医学の境界領域にあたることを研究。1983年に退職。

## 受賞など
- en:Harry H. Goode Memorial Award （1965年。コンラート・ツーゼと同時受賞)
- en:IEEE Emanuel R. Piore Award（1977年）受賞理由 "For pioneering contributions to the development of computers, utilizing binary and floating-point arithmetic, memory indexing, operation from a remote console, and program-controlled computations."[6]）
- IEEEのen:Computer Pioneer Award（1982年）
- en:National Academy of Engineeringへの推挙（1981年）
- en:National Inventors Hall of Fameへの推挙（1985年）

## 他

### 「デジタル」という用語の提案
1942年4月、スティビッツは、科学研究開発局（OSRD）の部門会議に出席しそこで提出される第二次世界大戦中に軸力国に対して使用される火力制御装置に関する提案を評価する任務を与えられた。スティビッツは、この会議で行われた提案は「アナログ」と「パルス」という漠然としたカテゴリになっていたことに気付き、「パルス」ではなく「デジタル」という用語を使用したほうがよいと提案するメモを会議の後に作成した。彼がこう指摘をしたのは、「パルス」という表現ではそのプロセスの性質を的確に表現できていないと感じたからである。

### コンピュータアート
晩年、スティビッツは「言葉を使わないコンピュータの利用」を考えるようになる。特に彼は Amiga を使ったコンピュータアート制作をした。以下は1990年にデニソン大学の数学・計算機科学部の学部長宛てに送った手紙の一節である:
```
「私は言葉を使わないコンピュータの利用をするようになり、コンピュータによる「アート」を作っている。括弧つきなのは、私の作品が芸術と呼べるほどのものではないからだが、この作業は楽しい。50年前のコンピュータ創造のときと同じくらいに」
```

デニソン大学では、スティビッツの作品を拡大して展示している。